# Neivamyrmex macropterus
Neivamyrmex macropterus é uma espécie de formiga do gênero Neivamyrmex.